# 15. Panzer-Division
La 15. Panzer-Division fu una divisione corazzata della Wehrmacht operativa durante la seconda guerra mondiale nella campagna del Nord Africa.
Membri famosi della divisione furono gli ufficiali Wilhelm Teege, Hans Cramer, Johannes Kümmel, Hans-Günther Stotten, Josef Irkens (ultimo comandante dei panzer dell'Afrikakorps) e il maggiore Roland von Hößlin, coinvolto nell'attentato a Hitler del 20 luglio 1944 e in seguito per questo giustiziato.

## Storia

### Le origini con la 33. Infanterie-Division
Le origini della 15. Panzer-Division risiedono nella 33. Infanterie-Division (33ª Divisione di fanteria), creata a Darmstadt il 1º aprile 1936 e posta agli ordini del generalmajor Eugen von Schobert fino al 3 febbraio 1938.
Quando nel settembre 1939 iniziò la campagna di Polonia, l'unità, ora comandata dal general der artillerie Hermann von Speck, restò a presidio della Saarland.

Nel maggio 1940 la 33. Infanterie-Division partecipò alla campagna di Francia agli ordini del generalleutnant Rudolf Sintzenich e in organico alla 6ª Armata del Gruppo d'armate B. I soldati attraversarono la Somme combattendo a Péronne, proseguendo quindi per Parigi e terminando le operazioni belliche sulla Senna e la Loira.

Da luglio a settembre rimase in Francia in qualità di truppa d'occupazione, mentre ad ottobre, quando il comandante era il general der panzertruppen Friedrich Kühn, venne inviata in Germania e posta nella riserva militare. A breve sarebbe stata trasformata nella 15. Panzer-Division.

### La costituzione e l'invio in Africa
Formatasi il 1º novembre 1940 a Darmstadt in seguito alla trasformazione della 33. Infanterie-Division, la 15. Panzer-Division rappresentò uno dei reparti di punta del famoso Afrika Korps di Erwin Rommel.
Verso la fine del marzo 1941 i 45 Panzer II, 71 Panzer III, 20 Panzer IV e 10 panzerbefehlswagen (carri comando disarmati) dell'unità iniziarono il trasferimento in Libia per venire inquadrati nell'Afrika Korps, passando per Napoli e sbarcando infine a Tripoli, ma durante il tragitto via mare la nave che trasportava il 33. Nachrichten-Abteilung (33º battaglione comunicazioni) venne affondata da unità inglesi, e per questo sostituito con il 78. Nachrichten-Abteilung.

### Avanzate e ritirate con ilDeutsche Afrikakorps
I primi combattimenti si verificarono ben presto per contrastare l'operazione Brevity sferrata dalle truppe inglesi, con scontri a Forte Capuzzo, Sollum e Tobruk (dove subì ingenti perdite); e continuarono poi al passo di Halfaya dove la formazione corazzata si mise sulla difensiva dopo aver respinto, insieme agli altri reparti dell'armata italo-tedesca, l'operazione Battleaxe (la nuova e fallimentare offensiva britannica del giugno 1941), perdendo però 35 degli 80 carri che le rimanevano.
La nuova offensiva britannica, l'operazione Crusader, costrinse invece la 15ª Panzer, ora forte di 42 Panzer II, 77 Panzer III, 21 Panzer IV, 10 carri comando e 5 Mk II Matilda inglesi, ad arretrare verso le posizioni precedenti, rendendo comunque dura la vita alle truppe nemiche contrattaccando dove possibile. La risposta tedesca non si fece attendere a lungo. Rommel ordinò alle sue forze disponibili di avanzare nuovamente verso la Cirenaica, e la 15. Panzer-Division giunse a Bardia e a forte Capuzzo ritirandosi poi a El Agheila agli inizi del 1942. Ricevuti rinforzi che portarono l'organico a 7 Panzer II, 61 Panzer III, 7 Panzer IV e 1 carro comando, gli uomini della divisione ripresero l'offensiva, insieme alla 21. Panzer-Division, raggiungendo Ain el Gazala verso il febbraio 1942.

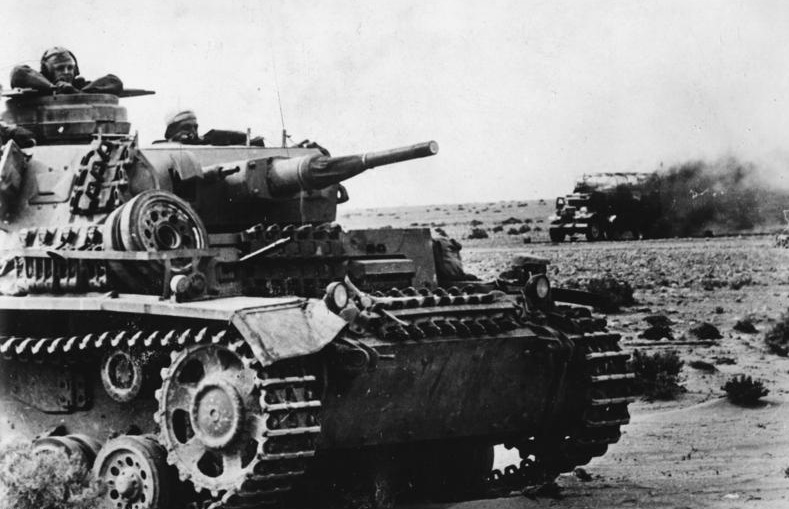
Un Panzer III dell'Afrika Korps passa accanto ai resti in fiamme di un automezzo britannico

Durante la successiva battaglia di al Gazala, la 15ª Panzer, raggiunta nuovamente da rimpiazzi che la portarono ad avere 29 Panzer II, 134 Panzer III, 22 Panzer IV e 4 panzerbefehlswagen, diede nuova prova del suo valore e della sua notevole abilità nelle manovre combinate nel deserto, partecipando insieme alla 21. Panzer-Division a tutte le confuse fasi della battaglia, culminata nel micidiale scontro corazzato nel "terreno di distruzione" di Knightsbridge dove vennero sbaragliate le residue forze corazzate britanniche (11 - 13 giugno 1942). Dopo questa vittoria la divisione partecipò alla brillante conquista della città di Tobruk il 21 giugno dello stesso anno e al frenetico inseguimento in profondità in Egitto fino a El Alamein. Il successo conseguito era notevole: dal maggio al luglio 1942, la 15. Panzer-Division distrusse 845 carri, 151 autoblindo e 130 veicoli di altro tipo.
La divisione partecipò successivamente alla prima battaglia di El Alamein e alla vigilia della battaglia di Alam Halfa contava 15 Panzer II, 77 Panzer III (43 con cannone corto da 5 cm e 34 con cannone lungo, sempre dello stesso calibro), 16 Panzer IV (3 con cannone corto da 7,5 cm e 13 con cannone lungo, sempre da 7,5 cm) e 2 panzerbefehlswagen. Le perdite però furono ancora una volta notevoli, ma la divisione si impegnò nella seconda battaglia di El Alamein, dove si trovò a combattere in condizioni sempre più disperate contro un nemico che continuava di giorno in giorno ad aumentare, soprattutto in termini numerici, la propria forza corazzata. Il 4 novembre 1942 iniziò il lungo ripiegamento, con la divisione sacrificata in retroguardia, che si fermò soltanto al confine tra Libia e Tunisia, nella linea del Mareth.

### La fine in Tunisia
L'unità contrattaccò nel mese di febbraio del 1943 contribuendo a vincere la battaglia del passo di Kasserine, a cui però prese parte solo nelle fasi finali. La situazione era in ogni modo compromessa, e dopo essere entrata in contatto col nemico a Médenine e in altre località, tra l'11 e il 13 maggio 1943 gran parte della divisione, che nel frattempo aveva riunito sotto di sé quasi tutti i carri armati presenti nel Nordafrica, si arrese con le ultime forze italo-tedesche.
I resti della 15ª Panzer furono utilizzati per costituire la 15. Panzergrenadier-Division in Sicilia, nel luglio del 1943, rinominando la divisione Sizilien che venne successivamente impiegata sil fronte italiano fino al 1944 e poi sul occidentale fino alla fine del conflitto.
| Luogo       | Periodo             |
| Germania    | nov 1940 - feb 1941 |
| Nord Africa | feb 1941 - mag 1943 |

## Ordine di battaglia
26 marzo 1941
- Stabs (Quartier generale)
- Panzer-Regiment 8 (8º reggimento corazzato) - ricevuto il 18 gennaio 1941 dalla 10. Panzer-Division
- 15. Schützen-Brigade (15ª brigata di fanteria meccanizzata)
  - Schützen-Regiment 104 - il 1º settembre 1941 venne ceduto alla 21. Panzer-Division
  - Schützen-Regiment 115
  - Kradschützen-Abteilung 15 (15º battaglione motociclisti)
- Aufklärungs-Abteilung 33 (33º battaglione esplorante)
- Artillerie-Regiment 33 (33º reggimento di artiglieria)
- Panzerjäger-Abteilung 33 (33º battaglione cacciacarri)
- Pionier-Abteilung 33 (33º battaglione del genio militare)
- Nachrichten-Abteilung 33 (33º battaglione comunicazioni) - affondato il 16 aprile 1941 durante il trasporto in Libia
- Nachrichten-Abteilung 78 - dal 5 maggio 1941
- Feldersatz-Bataillon 33 (33º battaglione rimpiazzi)
- Unità di servizi e supporto

23 ottobre 1942 - Nord Africa
- Stabs
- Panzer-Regiment 8
- Panzergrenadier-Regiment 115 (115º reggimento panzergrenadier) - su tre battaglioni
- Artillerie-Regiment 33 - su tre gruppi
- Aufklärungs-Abteilung 33
- Panzerjäger-Abteilung 33
- I./Flak Regiment 33 (mot.) (1º Battaglione o Gruppo del 33º reggimento FlaK)
- Pionier-Abteilung 33
- Nachrichten-Abteilung 78
- Feldersatz-Abteilung 33 (33º battaglione rimpiazzi)
- Unità di servizi e supporto

29 aprile 1943.
- Stabs
- Panzer-Regiment 8
- schwere Panzer-Abteilung 504 (504º Battaglione Carri Pesanti)
- Panzergrenadier-Regiment 115
- Panzergrenadier-Regiment 47
- Panzer-Artillerie-Regiment 33 (33º reggimento di artiglieria corazzato)
- Heeres-Flak-Abteilung 276 (276º distaccamento FlaK dell'esercito)
- Panzerjäger-Abteilung 33
- Pionier-Abteilung 33
- Nachrichten-Abteilung 78
- Aufklärungs-Abteilung 15
- Feldersatz-Abteilung 33
- Unità di servizi e supporto

## Decorazioni
I decorati di guerra non mancarono nella 15ª Panzer: 54 soldati ricevettero la Croce Tedesca d'oro, 10 la Spilla d'Onore dell'Esercito e 23 la Croce di Cavaliere della Croce di Ferro.

L'oberstleutnant Georg Stehle venne onorato in data 13 settembre 1943 con l'Ordine di Michele il Coraggioso di terza classe.

## Comandanti
| Nome                               | Grado           | Inizio           | Fine             | Note                                                                                |
| Friedrich Kühn                     | Generalmajor    | 1º novembre 1940 | 22 marzo 1941    |                                                                                     |
| Heinrich von Prittwitz und Gaffron | Generalmajor    | 22 marzo 1941    | 10 aprile 1941   | ucciso il 10 aprile 1941 da fuoco anticarro britannico presso Tobruk                |
| Hans-Karl von Esebeck              | Oberst          | 13 aprile 1941   | 15 aprile 1941   |                                                                                     |
| Hans-Karl von Esebeck              | Generalmajor    | 15 aprile 1941   | 13 maggio 1941   | ferito ed evacuato in Germania                                                      |
| Maximilian von Herff               | Oberst          | 13 maggio 1941   | 25 maggio 1941   |                                                                                     |
| Walter Neumann-Silkow              | Generalmajor    | 26 maggio 1941   | 6 dicembre 1941  | ferito da fuoco di artiglieria presso Bir el Gobi, morì tre giorni dopo in ospedale |
| Erwin Menny                        | Oberst          | 6 dicembre 1941  | 8 dicembre 1941  |                                                                                     |
| Gustav von Vaerst                  | Generalmajor    | 9 dicembre 1941  | 26 maggio 1942   | ferito e ricoverato in ospedale                                                     |
| Eduard Crasemann                   | Oberst          | 26 maggio 1942   | 14 luglio 1942   |                                                                                     |
| Heinz von Randow                   | Generalmajor    | 15 luglio 1942   | 25 agosto 1942   |                                                                                     |
| Gustav von Vaerst                  | Generalmajor    | 25 agosto 1942   | 10 novembre 1942 | lasciò il comando per malattia                                                      |
| Eduard Crasemann                   | Oberst          | 11 novembre 1942 | 17 novembre 1942 |                                                                                     |
| Willibald Borowitz                 | Oberst          | 18 novembre 1942 | 31 dicembre 1942 |                                                                                     |
| Willibald Borowitz                 | Generalleutnant | 1º gennaio 1943  | 10 maggio 1943   |                                                                                     |

Dati tratti da: